# Last Pizza Slice
Last Pizza Slice (kurz LPS) ist eine slowenische Band, die mit ihrem Lied Disko Slowenien beim Eurovision Song Contest 2022 in Turin vertrat.

## Geschichte
Die Mitglieder der Band sind Filip Vidušin (Gesang), Gašper Hlupič (Schlagzeug), Martin Mutec (Gitarre), Zala Velenšek (Bass) und Žiga Žvižej (Keyboard), der sich den Namen der Band ausdachte.
LPS wurde im Dezember 2018 im Musikraum des Gymnasiums Celje-Center gegründet. Die Gründungsmitglieder waren Vidušin, Martin Škorjanec, Žvižej, Maj Lesjak und Mark Semeja. Im Dezember 2019 traten sie in der Zusammensetzung von Škorjanec, Vidušin, Žvižej, Hlupič, Matija Mervič und Lovro Gubenšek bei der Schulveranstaltung Centrovizija auf und wurden von der Fachjury ausgezeichnet. 2020 nahm die Band an der 8. Saison der slowenischen Musikwettbewerb Špil League (2020/21) teil, wobei Vidušin, Hlupič, Žvižej, Rok Teržan und Jernej Lah daran teilnahmen. Sie schafften es bis ins Finale, das am 22. Juni 2021 auf dem Kongresni trg, einem Kongressplatz in der slowenischen Hauptstadt in Ljubljana, stattfand. Drei Tage vor dem Finale (19. Juni) veröffentlichte LPS die EP Live from Šiška, welche aus Live-Aufnahmen von den fünf Originalkompositionen aus ihrem Halbfinalauftritt bei der Špil League in Šiška bestand. Nach dem Finale der Špil-Liga änderte sich Besetzung der Band, in der Teržan und Laha durch Mark Semeja (welcher bereits zuvor in der Band gespielt hat) und Zala Velenšek ersetzt wurden.
Sie starteten beim Nachwuchswettbewerb EMA Freš 2022 und schafften es, eine der vier Wildcards für den Evrovizijska Melodija 2022 zu gewinnen. Am 19. Februar 2022 konnte sich die Band beim EMA 2022 mit 104 Punkten durchsetzen und vertraten somit Slowenien beim Eurovision Song Contest 2022. Die Gruppe schaffte es jedoch nicht, sich im 1. Halbfinale für das Finale zu qualifizieren, da man mit nur 15 Punkten den letzten Platz belegte.
Am 16. Juli 2023 gab die Band über Instagram bekannt, dass Semeja die Band verlassen hat, um andere musikalische Wege zu verfolgen. An seine Stelle trat Martin Mutec als Gitarrist.
Das Debütalbum Počakaj me erschien am 28. Februar 2024.
Die Band beschreibt das Genre ihrer Songs als Soul-Pop und Funk mit einer Prise Jazz.

## Diskografie

### Alben
- 2024: Počakaj me

### EPs
- 2021: Live from Šiška

### Singles
- 2022: Disko
- 2022: Silence in My Head
- 2023: Osem korakov
- 2023: Insomnia
- 2024: Počakaj me
- 2025: Perry